# Benjamin Peter Gloxin
Benjamin Peter Gloxin (* 1765 in Colmar; † 1794) war ein elsässischer, preußisch-deutscher Botaniker und Arzt. Sein offizielles botanisches Autorenkürzel lautet „Gloxin“.

## Leben
Benjamin Peter Gloxin war der Sohn Colmarer Stadtphysikus Benjamin Gloxin († 1784). Die ursprünglich aus Preußen stammende, protestantische Familie Gloxin war in Colmar ratsfähig. Er lebte als Arzt in Colmar und beschäftigte sich als Botaniker hauptsächlich mit Pflanzen der Gattung Martynia und verwandten Gattungen der Gemsenhorngewächse (Martyniaceae). Er beschrieb die Art Martynia proboscidea, die sich später als ein Synonym für Martynia louisianica herausstellte. Durch Albert Thellung ist Gloxins Artname 1912 zum neuen Gattungsnamen geworden und die Pflanze heißt nun Proboscidea louisianica.

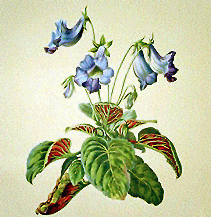
Die als „Gloxinie“ gehandelte Zimmerpflanze Sinningia speciosa

Der französische Botaniker Charles Louis L’Héritier de Brutelle benannte 1785 Gloxin zu Ehren eine Gattung der Gesneriengewächse Gloxinia. Als „Gloxinie“ wird im Blumenhandel meist die ursprünglich aus Brasilien stammende Sinningia speciosa angeboten, die früher der Gattung Gloxinia zugeordnet wurde. Auch die Gattung Gloxinella (H.E.Moore) Roalson & Boggan aus der Familie der Gesneriengewächse ist nach Gloxin benannt.

## Werke
- Observationes Botanicae. Dannbach, Argentorati (=Straßburg) 1785.

## Belege
1. ↑  Das bei Zander, 13. Auflage angegebene Sterbejahr 1784 dürfte ein Irrtum sein.
2. ↑  Walter Erhardt u. a.: Der große Zander. Enzyklopädie der Pflanzennamen. Band 2, Seite 1938. Verlag Eugen Ulmer, Stuttgart 2008, ISBN 978-3-8001-5406-7
3. ↑  Nachweise bei David Gloxin (Politiker, 1568)
4. ↑  Peter George Wallace: Communities and Conflict in Early Modern Colmar: 1575-1730, BRILL, 1995, S. 213 ff., 225
5. 1 2   Lotte Burkhardt: Verzeichnis eponymischer Pflanzennamen. Erweiterte Edition. Botanic Garden and Botanical Museum Berlin, Freie Universität Berlin, Berlin 2018.

| Personendaten    | Personendaten                |
| ---------------- | ---------------------------- |
| NAME             | Gloxin, Benjamin Peter       |
| KURZBESCHREIBUNG | deutscher Botaniker und Arzt |
| GEBURTSDATUM     | 1765                         |
| GEBURTSORT       | Colmar                       |
| STERBEDATUM      | 1794                         |